# کارت اعتباری

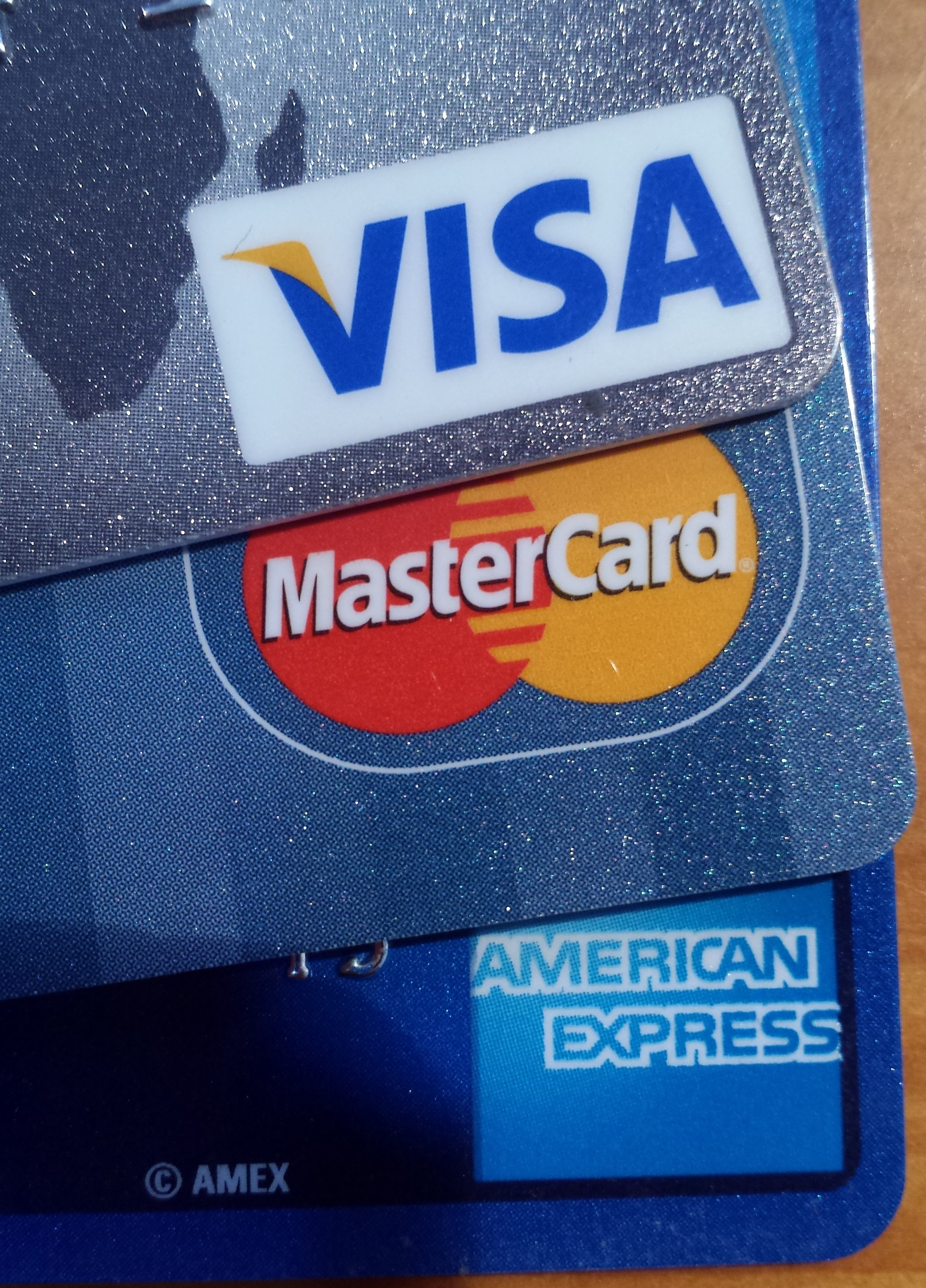
ویزا، مسترکارت و امریکن اکسپرس. از پرکاربردترین کارت‌های جهان.

کارت بانکی یا کارت اعتباری یا کردیت کارت (به انگلیسی: Credit card) گونه‌ای کارت پرداخت است که برای شخص‌های حقیقی یا حقوقی صادر می‌شود. این کارت به دارنده آن این امکان را می‌دهد که بر پایه گونه قرارداد، از خدمت و کالاهایی برخوردار شده و سالانه بهای آن را بپردازد. به عبارت دیگر یک حد اعتبار به کاربر اختصاص داده می‌شود که می‌تواند از آن پولی را برای پرداخت قرض بگیرد.

## پیشینه
کارت اعتباری برای نخستین بار در سال ۱۹۵۰ در ایالات متحده آمریکا پدیدار گشت. شرکت داینرز با قراردادی میان خود و چند رستوران اقدام به ایجاد سرویس پرداخت نمود، به‌گونه‌ای که با ارائه کارت داینرز مشتریان می‌توانستند از سرویس رستوران بهره‌گیری کرده و در پایان ماه به شرکت نام‌برده بدهی خود را پرداخت کنند.

## کارکرد
کارت‌های اعتباری توسط سیستم‌های مختلف الکترونیک مدیریت و پردازش می‌شوند. آن‌ها به‌طور کلی عبارت‌اند از: کارت‌های دارای حافظه و پردازشگر (کارت هوشمند)، کارت‌های پردازش هم‌زمان (آنلاین) که عمدتاً به صورت کارت‌های مغناطیسی تهیه و عرضه می‌شوند و کارت‌های بدون تماس (RF ID). البته ممکن است انواع مختلف دیگری از کارت‌های شناسایی (ID Card) نیز برای کارت‌های اعتباری استفاده شوند ولی این سه نوع بیشترین استفاده را دارند.
بیشتر در اروپا از کارت‌های هوشمند و در آمریکا از کارت‌های مغناطیسی برای این نوع کارت‌ها استفاده می‌شود.
منشأ ایجاد اعتبار می‌تواند شرکت‌ها، ارگان‌ها، بانک‌ها یا موسسات مالی/اعتباری باشند ولی مدیریت آن معمولاً توسط سیستم‌های پرداخت الکترونیک اجرا می‌گردد. در بسیاری از نقاط جهان شرکت‌هایی مانند ویزا و مستر کارت، مدیریت چنین اعتباراتی را انجام می‌دهند که البته در خیلی از موارد منشأ ایجاد اعتبارشان، خودشان نیستند.

### کاربرد کارت‌های اعتباری و برتری نسبت به اسکناس
- می‌توانید بیشتر از مبلغی که در اختیار دارید خرج کنید.
- حمل کارت اعتباری به مراتب امن‌تر و راحت‌تر از پول نقد است.
- با آن می‌توانید از هر فروشگاهی و در هر زمانی خرید کنید.
- به وسیله آن می‌توانید اعتبار خود را افزایش دهید که بعداً در بحران‌ها می‌تواند کمک کننده باشد.
- در هر جای کشور می‌توانید از آن استفاده کنید[۴]
- خریدهای اینترنتی آسان و راحت
- تاریخچه تراکنش برای بازبینی
- امکان مدیریت هزینه‌ها و بودجه‌بندی آن‌ها
- ساختن سابقه اعتباری که با انواع مزایا و پاداش‌ها از سوی بانک همراه است.[۵]

## میزان اعتبار

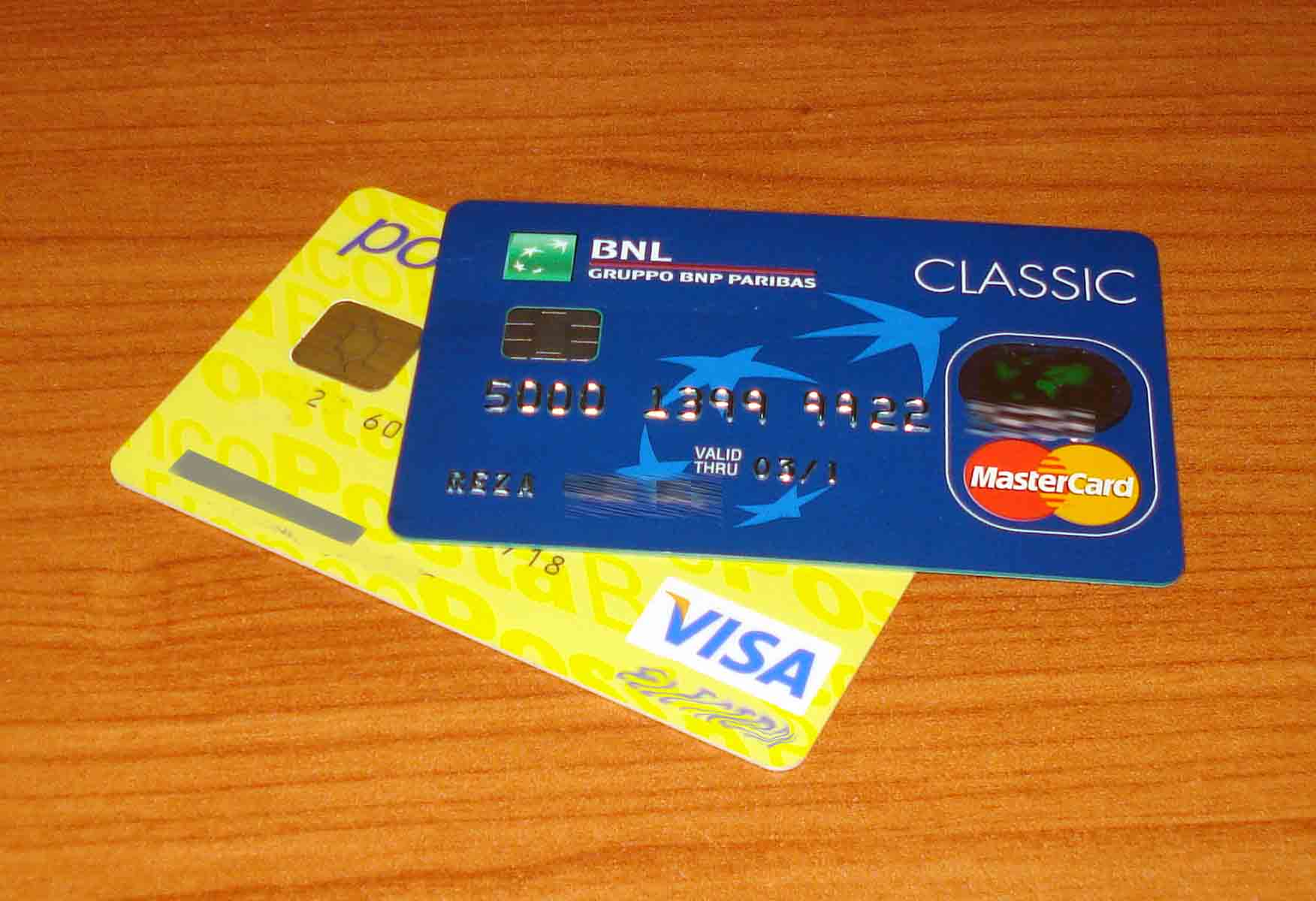
دو نمونه کارت اعتباری مربوط به مسترکارت و ویزا

میزان و سقف اعتباری که به هر شخص داده می‌شود بستگی زیادی به درآمد و توان بازپرداخت وی دارد. پس از تعیین اعتبار می‌تواند از محل این اعتبار، کالا و خدمات مورد نظر را خریداری کرده و در هنگام سر رسید آن را یکجا یا به صورت اقساط، باز پرداخت نماید. تقریباً در اکثر نقاط جهان، افراد اعتبار سنجی شده و با مشخص شدن اعتبار هر شخص، کارت اعتباریش دارای سقف اعتبار معینی خواهد بود که کمترین ریسک عدم بازپرداخت را دارد. گاه تضمین مناسب با اعتبار درخواستی برای بازپرداخت این اعتبارات در اختیار ایجاد کنندگان اعتبار قرار دارد که ریسک آن را به حداقل می‌رساند هرچند در برخی موارد، اعتبارات شامل عدم بازپرداخت نیز خواهند بود و معمولاً اعتبار دهندگان این ریسک را می‌دانند.

## معایب کارت اعتباری
- امکان به وجود آمدن بدهی: زمانی که اعتبار شما بالاتر از توان مالی شما باشد, در صورت استفاده همه اعتبار شما دچار بدهی بلند مدت خواهد شد. در صورتی که بهره به حساب اعتباری تعلق بگیرد, شما ضرر ملی زیادی خواهید کرد.
- هزینه‌های جانبی بالا: هزینه تمدید اعتبار, عضویت در شبکه های اعتباری, دیرکرد در پرداخت و ... در این کارت ها بسیار بالا است.
- محدودیت اعتبار: اعتبار این کارت ها محدود است و تا زمانی که شما قسط های اعتبار قبلی را برنگردانید, امکان استفاده از اعتبار جدید را ندارد. همچنین در صورت دیرکرد در پرداخت قسط های قبلی, کارت شما باطل می‌گردد.
- تاثیر منفی در سوابق: در صورت دیرکرد و یا ندادن قسط ها, شما امتیاز منفی بانکی دریافت خواهد کرد که استفاده شما از تهسیلات بانک ها را دچار مشکل می‌کند.

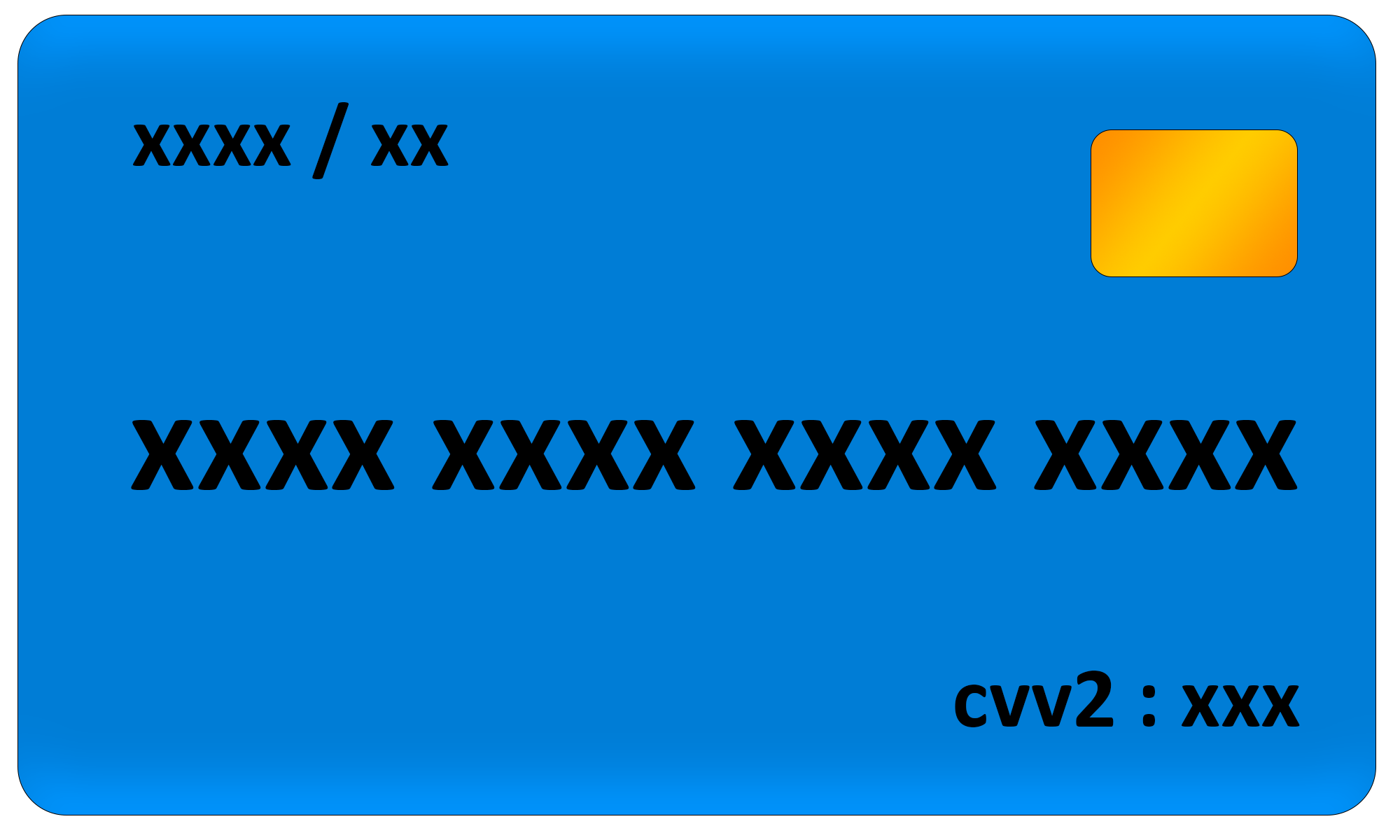
شکل رایج کارت‌های اعتباری

کارت‌های اعتباری کاربران و متقاضیان ویژهٔ خود را دارند و در بسیاری کشورهای متمدن و توسعه یافته تمامی افراد بزرگسال دارای کارت اعتباری هستند. هر شخص حقیقی از ابتدای سن قانونی می‌تواند از بانک خود درخواست کارت اعتباری با میزان اعتبار مشخص و محدود داشته باشد. هر شخص حقیقی می‌تواند میزان اعتبار خود را به‌مرور به‌روز کند و بانک سابقه اعتباری او را نگه‌داری می‌کنند و بدین ترتیب کاربران برای حفظ سابقه خود به مدیریت شخصی پرداخت‌ها می‌پردازند چراکه در صورت از دست دادن اعتبار به سختی قادر به اصلاح عملکرد اعتباری خود و دریافت دوباره اعتبار خواهند بود. در کشورهای پیشرفته دنیا، مصرف‌کنندگان کارت اعتباری چنین حساسیتی را به خوبی درک کرده و این اعتبار را حفظ می‌کنند چراکه این سیستم‌های مالی عمدتاً به هم متصل هستند، اگر فردی از یکی از این سیستم‌ها استفاده کرده باشد، در تمامی نقاط دنیا می‌توان اعتبار فرد را سنجید و در شبکهٔ پولی دارای سابقه خواهد ماند.

## کارت اعتباری در ایران
کارت اعتباری در ایران به‌عنوان یکی از ابزارهای مهم مالی و پرداخت، نقش حیاتی در تسهیل معاملات روزمره و افزایش رفاه اقتصادی ایفا می‌کند. این کارت‌ها که معمولاً توسط بانک‌ها و مؤسسات مالی معتبر صادر می‌شوند، امکان خرید کالا و خدمات به صورت اعتباری را برای کاربران فراهم می‌آورند؛ به این معنا که دارندگان کارت می‌توانند بدون نیاز به پرداخت نقدی فوری، خریدهای خود را انجام داده و در زمان مشخصی بدهی خود را تسویه کنند. با گسترش خدمات بانکی و فناوری‌های نوین، کارت‌های اعتباری ایرانی علاوه بر قابلیت پرداخت، امکانات متنوعی مانند انتقال وجه، دریافت موجودی و پرداخت آنلاین را نیز پوشش می‌دهند. این ویژگی‌ها باعث شده است که کارت‌های اعتباری به ابزاری پرکاربرد در معاملات داخلی و حتی بین‌المللی تبدیل شوند و سهم قابل توجهی در رونق اقتصاد دیجیتال ایران داشته باشند.
از سوی دیگر، کارت‌های اعتباری در ایران نه تنها برای استفاده فردی بلکه برای بهبود روندهای مالی سازمان‌ها و کسب‌وکارها نیز کاربرد گسترده‌ای دارند. سازمان‌ها از این کارت‌ها برای ارائه تسهیلات رفاهی به کارکنان خود بهره می‌برند، به گونه‌ای که کارت‌های اعتباری سازمانی می‌توانند شامل تخفیف‌های ویژه، امتیازهای وفاداری و محدودیت‌های هزینه‌ای تعریف شده باشند. این ابزار مالی به بهینه‌سازی مدیریت هزینه‌ها کمک کرده و باعث افزایش رضایت کارکنان می‌شود. علاوه بر این، بانک‌ها و شرکت‌های صادرکننده کارت اعتباری در ایران با توجه به شرایط اقتصادی و قوانین داخلی، در حال توسعه محصولات متنوعی هستند که پاسخگوی نیازهای متغیر بازار باشند؛ از جمله کارت‌های اعتباری با قابلیت استفاده در فروشگاه‌های زنجیره‌ای، کارت‌های هدیه و کارت‌های اعتباری پیش‌پرداخت. این تنوع و توسعه مستمر، نقش کلیدی کارت اعتباری را در ارتقاء سطح خدمات مالی و توسعه اقتصاد غیرنقدی در ایران تثبیت می‌کند.